# Club Deportivo Tenerife 2019-2020
Questa voce raccoglie le informazioni riguardanti il Club Deportivo Tenerife nelle competizioni ufficiali della stagione 2019-2020.

## Maglie e sponsor
| Casa | Trasferta | Terza divisa |

Fornitore tecnico: Hummel

## Organico

### Rosa 2019-2020
Rosa aggiornata al 4 marzo 2020.
| N. |                   | Ruolo | Calciatore       |
| -- | ----------------- | ----- | ---------------- |
| 1  | Spagna (bandiera) | P     | Adrián Ortolá    |
| 2  | Spagna (bandiera) | D     | Luis Pérez       |
| 3  | Spagna (bandiera) | D     | Álex Muñoz       |
| 4  | Spagna (bandiera) | C     | Iker Undabarrena |
| 5  | Spagna (bandiera) | D     | Alberto Jiménez  |
| 6  | Spagna (bandiera) | C     | Luis Milla       |
| 7  | Spagna (bandiera) | C     | Javier Muñoz     |
| 8  | Spagna (bandiera) | C     | Borja Lasso      |
| 9  | Spagna (bandiera) | A     | Dani Gómez       |
| 10 | Spagna (bandiera) | A     | Suso Santana     |
| 11 | Spagna (bandiera) | A     | Álex Bermejo     |
| 12 | Spagna (bandiera) | C     | Nahuel           |
| 14 | Spagna (bandiera) | D     | Carlos Ruiz      |
| 15 | Spagna (bandiera) | D     | Lluís López      |

| N. |                        | Ruolo | Calciatore     |
| -- | ---------------------- | ----- | -------------- |
| 16 | Spagna (bandiera)      | D     | Aitor Sanz     |
| 17 | Slovacchia (bandiera)  | D     | Róbert Mazáň   |
| 18 | Spagna (bandiera)      | D     | Isma López     |
| 19 | Spagna (bandiera)      | A     | Joselu         |
| 20 | Argentina (bandiera)   | A     | Ramón Miérez   |
| 21 | Stati Uniti (bandiera) | D     | Shaq Moore     |
| 23 | Serbia (bandiera)      | D     | Nikola Šipčić  |
| 24 | Spagna (bandiera)      | D     | Daniel Lasure  |
| 25 | Venezuela (bandiera)   | P     | Dani Hernández |
| 26 | Spagna (bandiera)      | C     | Javi Alonso    |
| 28 | Spagna (bandiera)      | A     | Elliot Gómez   |
| 29 | Spagna (bandiera)      | A     | Jorge Padilla  |
| 30 | Spagna (bandiera)      | P     | Ignacio Otaño  |
| 32 | Spagna (bandiera)      | C     | Álex Cruz      |